# 卡曾斯島 (緬因州)
卡曾斯島（英語：Cousins Island）是位於美國緬因州坎伯蘭縣的一個普查規定居民點。

## 人口
根據2020年美國人口普查的數據，卡曾斯島的面積為5.14平方千米，當中陸地面積為2.75平方千米，而水域面積為2.39平方千米。當地共有人口528人，而人口密度為每平方千米102.72人。